# Cuore Materno di Maria
Cuore Materno di Maria, tidigare även benämnt Cappella Calvary Hospital, är ett kapell i Rom, helgat åt Jungfru Maria och särskilt åt hennes moderliga hjärta. Kapellet är beläget i Ospedale Britannico vid Via di Santo Stefano Rotondo i Rione Monti och tillhör församlingen Santa Maria in Domnica alla Navicella.

## Historia
Kapellet uppfördes i början av 1900-talet och konsekrerades den 11 oktober 1908 av kardinal Pietro Respighi.
Kapellets grundplan är hjärtformad. Det fristående marmoraltaret har en framställning av Jungfru Marie obefläckade hjärta. De två sidokapellen är invigda åt Jesu heliga hjärta respektive Jungfru Marie obefläckade hjärta. Absiden har ett skulpterat Kalvarieberg. Inskriptionen under detta lyder: qvodcvmqve dixerit vobis facite, ”Gör det han säger åt er” (Johannesevangeliet 2:5).

## Kommunikationer
- Busshållplats Navicella/Villa Celimontana – Roms bussnät, linje 81 nMC
- Busshållplats Navicella/Porta Metronia – Roms bussnät, linje 81 nMC